# Santo Niño (Cagayan)
Santo Niño è una municipalità di quarta classe delle Filippine, situata nella Provincia di Cagayan, nella Regione della Valle di Cagayan.
Santo Niño è formata da 31 baranggay:
- Abariongan Ruar
- Abariongan Uneg
- Balagan
- Balanni
- Cabayo
- Calapangan
- Calassitan
- Campo
- Centro Norte (Pob.)
- Centro Sur (Pob.)
- Dungao
- Lattac
- Lipatan
- Lubo
- Mabitbitnong
- Mapitac

- Masical
- Matalao
- Nag-uma
- Namuccayan
- Niug Norte
- Niug Sur
- Palusao
- San Manuel
- San Roque
- Santa Felicitas
- Santa Maria
- Sidiran
- Tabang
- Tamucco
- Virginia